# Silvia Colasanti
Silvia Colasanti (* 8. März 1975 in Rom) ist eine italienische Komponistin. Sie erhielt 2013 den Europäischen Komponistenpreis und unterrichtet Komposition am Konservatorium „Nicola Sala“ von Benevento/Italien.

## Werdegang
Silvia Colasanti studierte Komposition an der Accademia Nazionale di Santa Cecilia in Rom bei Luciano Pelosi und Gian Paolo Chiti, sowie bei Fabio Vacchi, Wolfgang Rihm, Pascal Dusapin und Azio Corghi an der Accademia Musicale Chigiana in Siena.
Die Komponistin wird ab der Saison 2025 neue künstlerische Leiterin des Festival della Valle d’Itria und der Accademia del Belcanto "Rodolfo Celetti".

## Werke
Ihr umfangreiches Werk wird exklusiv vom italienischen Verlag Ricordi, Mailand veröffentlicht.
Es umfasst 16 Sinfonien, Kammermusik für verschiedene instrumentale und vocale Ensemble-Besetzungen sowie Musiktheater, darunter drei Kinderopern.

### Musiktheater
Beschrieben bei Ricordi
- Orfeo. „Flebile queritur lyra“, inszeniert von Maddalena Crippa
- Der Engel von Liponard. „Un delirio amoroso“, inszeniert von Sandro Lombardi
- Faust. Nach einem Text von Fernando Pessoa. Auftragswerk und Inszenierung der Accademia Musicale Chigiana, mit Ferdinando Bruni in der Hauptrolle und unter Regie von Francesco Frongia
- La Metamorfosis. „Die Verwandlung“ nach Franz Kafkas Roman, Regie von Pier Luigi Pier'Alli. Auftragswerk des Maggio Musicale Fiorentino.
- Tre Risvegli. Nach Texten von Patrizia Cavalli, Regie Mario Martone, mit Alba Rohrwacher. 2016 beim Festival dei Due Mondi di Spoleto aufgeführt
- Le Unforgivables. „Die Unverzeihlichen“, Gedenken an die Gefallenen des 2. Weltkriegs. Ein von Etty Hillesum inspiriertes Werk, mit Texten von Guido Barbieri, Regie Alessio Pizzech. 2017 während des Remembrance Day
- Minotauro, Auftragswerk des Festival dei Due Mondi, Spoleto 2018
- Proserpine, Auftragswerk des Festival dei Due Mondi, Spoleto 2019
- Arianna, Fedra, Didone, Auftragswerk des Festival dei Due Mondi, Spoleto 2020

### Requiem
Aufführung bei YouTube mit Kommentaren der Komponistin u. a., in italienischer Sprache 

## Preise und Ehrungen
- Als beste Kompositions-Absolventin an der römischen Musikhochschule Santa Cecilia errang sie das Goffredo-Petrassi-Stipendium.
- Von den Labels Dynamic und Naxos wurden ihr Monographie und CD gewidmet.
- Für ihre Komposition „Responsorium“ erhielt sie 2013 in Berlin den Europäischen Komponistenpreis.[4]
- „Ritter des Verdienstordens der italienischen Republik“

## Interview
Das (ins Deutsche übersetzte italienische,) vom Ricordi-Verlag veranstaltete Interview beginnt mit einer Frage an die Komponistin zu ihrer Art, „eine Geschichte musikalisch zu erzählen.“
In Ihrer Musik steht immer die dramaturgische Komponente im Vordergrund. Würden Sie dieser Beobachtung zustimmen?
„Ja, es stimmt, das ist eine oft hervorgehobene Eigenschaft meiner Musik. Ich glaube, dass es jetzt, wo wir in einer dichteren und komplexeren Sprache operieren, wichtig ist, sicherzustellen, dass die Richtung des eigenen Fortschritts auf einer formalen Ebene immer klar und entscheidend ist, eine Geschichte mit Ton zu erzählen. Einige meiner Orchesterwerke manifestieren dies bereits im Titel: „Cede pietati, dolor“ (Der Frömmigkeit nachgeben, Schmerz) zum Beispiel ruft die Figur der Medea auf und vertont eine „innere Dramaturgie“ ihrer Widersprüche und Leiden. Der „Canto di Atropo“ für Violine und Orchester beschäftigt sich mit der Idee des Todes durch eine andere mythologische Figur, eines der drei Schicksale, Atropos, der den Faden des Lebens durchtrennt.“
Im weiteren Verlauf des Interviews werden Gedanken zur „Lyrischen Oper“ geäußert, einem Genre, das für die modernen Komponisten heute nicht so verlockend zu sein scheint wie reale Dinge des täglichen Lebens. Colasantis erste Oper beim Maggio Musicale Fiorentino 2012 in Florenz stelle sich dieser Thematik mit dem melodramatischen Stück „La metamorfosi“ (Die Verwandlung, nach Kafka), wobei der „zentrale Bestandteil, [nämlich:] das Theater“ im Mittelpunkt stehe. (Aufführung zusammen mit dem Regisseur Pier'Alli).
Die Oper „Il sole, di chi è?“ (Wessen Sonne ist es?) für fünf Schauspieler-Sänger und Ensemble nach einem Libretto von Piumini widmete sie dagegen einem jungen Publikum. Diese Mini-Oper hatte in ganz Italien großen Erfolg. „Ich halte es für richtig, dass sich ein Komponist um seinen Adressaten, den Endnutzer seiner Musik, sorgt, sein eigenes Wesen und seine Ideen nicht aufgibt, sondern klarer kommuniziert. Im Falle von Kindern bedeutet dies keinesfalls, „einfachere“ ästhetische Entscheidungen zu treffen. Im Gegenteil, vielleicht sind es gerade die ganz Kleinen, die der Sprache der Gegenwart, die sie einfach als die Sprache ihrer Zeit leben, eher zugetan sind.“
Bezüglich ihrer Orchester-Stücke, die Colasanti namhaften italienischen und ausländischen Solisten widmete (Massimo Quarta, David Geringas, Yuri Bashmet, Salvatore Accardo, Enrico Dindo, Enrico Bronzi) betonte sie „Beim Komponieren meiner Stücke habe ich oft über die Besonderheiten des Künstlers nachgedacht, der sie spielen würde, und dies hat mein Schreiben beeinflusst“.
Weitere internationale Beispiele sind „Burning“, das vom New European Ensemble in Auftrag gegeben wurde, oder die Aufführungen von „Rumbling Gears“ (Rumpelnde Zahnräder) in China.
Auch Tourneen gab es, z. B. in Frankreich, wo ihr „Orfeo“ „etwa zwanzig Mal vom Pariser Mozart-Orchester mit Claire Gibault und einer großartigen Künstlerin wie Natalie Dessay auf Tournee gespielt wurde und in einem wunderbaren Konzert in der Philharmonie in Paris gipfelte.“